# Garganornis ballmanni
Garganornis ballmanni ist eine fossile Vogelart aus der Ordnung der Gänsevögel, deren bislang einzige Fundorte sich auf die namensgebende Gebirgsregion Gargano in Apulien an der italienischen Ostküste sowie auf Scontrone in den Abruzzen beschränken. In der Gattung Garganornis ist bislang nur diese eine Art beschrieben.

## Entdeckung

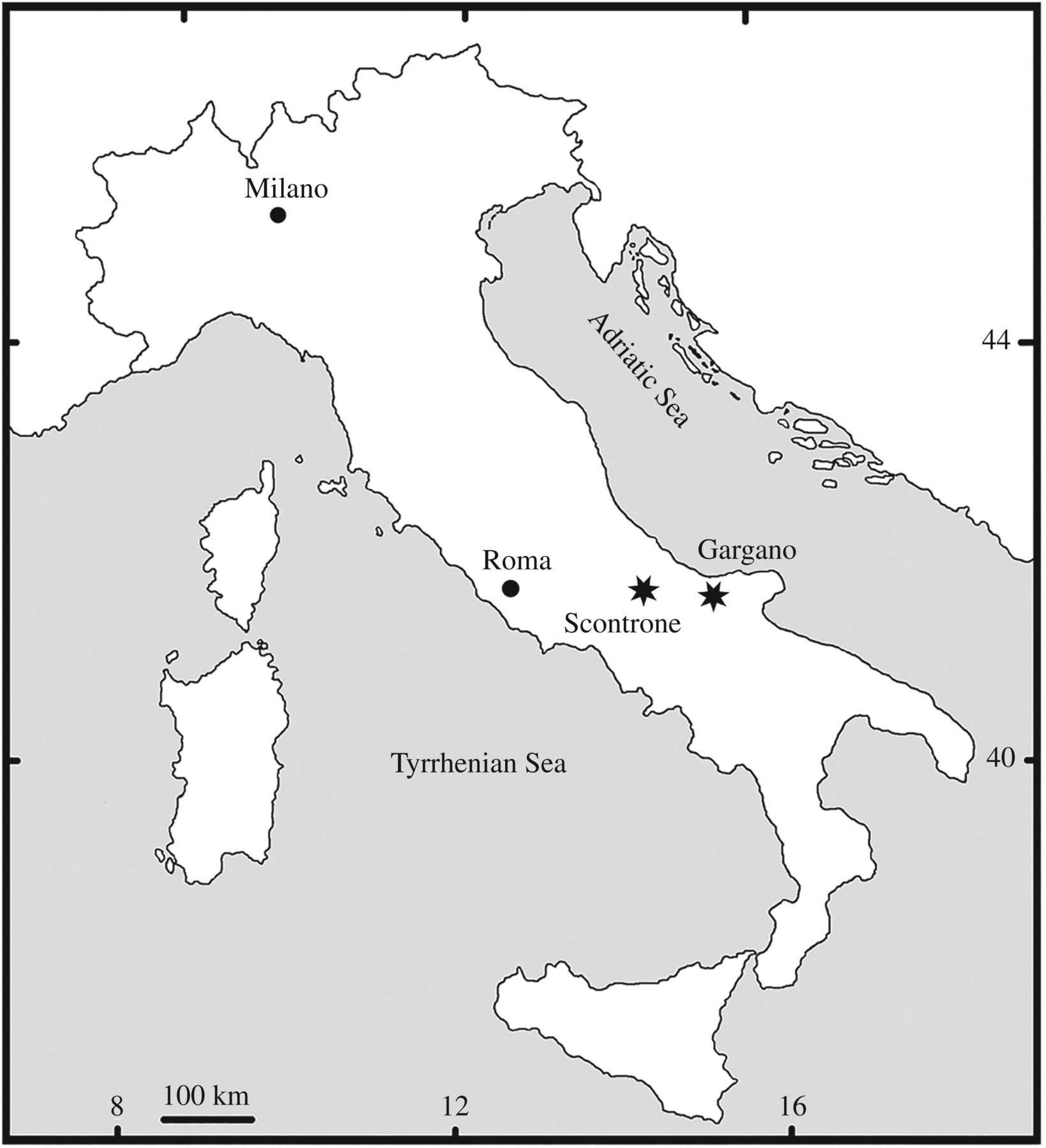
Eine Karte der italienischen Fundorte Gargano und Scontrone

Garganornis wurde als Gattungsname gewählt, da der Holotypus in der Gegend um Gargano gefunden wurde. ὄρνις órnis stammt dabei vom griechischen Wort für „Vogel“ ab. Als Namenspate für die Art stand Peter Ballmann, der die fossile Avifauna in der Gargano-Region erforschte.
Erstmals wurden bei Apricena in Gargano Überreste von Garganornis ballmanni gefunden. Eine Altersbestimmung ergab, dass das Tier im Miozän vor knapp 6 bis 5,5 Mio. Jahren gelebt hatte. Der Holotypus wurde 2014 von Meijer anhand eines linken Tibiotarsus (RGM 443307) erstbeschrieben. 2016 wurden bei Gargano mehrere Carpometacarpi (DSTF-GA 49, NMA 504/1801), Tarsometatarsi (RGM 425554, RGM 425943), ein Tibiotarsus (DSTF-GA 77) und mehrere Fingerknochen des Fußes (MGPT-PU 135356, RGM 261535, RGM 261945) durch Pavia et al. beschrieben. Parallel dazu wurden in Scontrone andere, geologisch zwar ältere, aber morphologisch vergleichbare Funde von etwa 9 Mio. Jahren Alter entdeckt. Diese umfassen einen fast kompletten Tarsometatarsus (SCT 23).

## Merkmale
Garganornis besaß für einen Gänsevogel ungewöhnlich große Ausmaße, in aufrechter Haltung war sie etwa 1,5 m groß bei einem Körpergewicht von schätzungsweise 15–22 kg. Diese Berechnung entspringt den Maßen des Tibiotarsus, welcher um etwa ein Drittel größer als der des heute noch lebenden Höckerschwanes ist. Man vermutet, dass der Vogel höchstwahrscheinlich flugunfähig war. Dies wird durch die Funde der fossilen Carpometacarpi der Flügel bekräftigt. Diese sind kürzer und robuster als vergleichbare Knochen noch lebender flugfähiger Gänsevögel, ebenso am oberen Ende auffallend abgeflacht. Die trochlea carpalis war eher schmächtig und zurückgebildet, was die Gelenksbeweglichkeit einschränkte und ebenfalls zur Theorie einer flugunfähigen Lebensweise passt. Manche Exemplare von Garganornis ballmanni weisen eine runde Verknöcherung am Carpometacarpus auf, die auch bei heute noch lebenden Vögeln bekannt ist und in Kämpfen, beispielsweise um Reviere, zum Einsatz gebracht wird.

## Einteilung

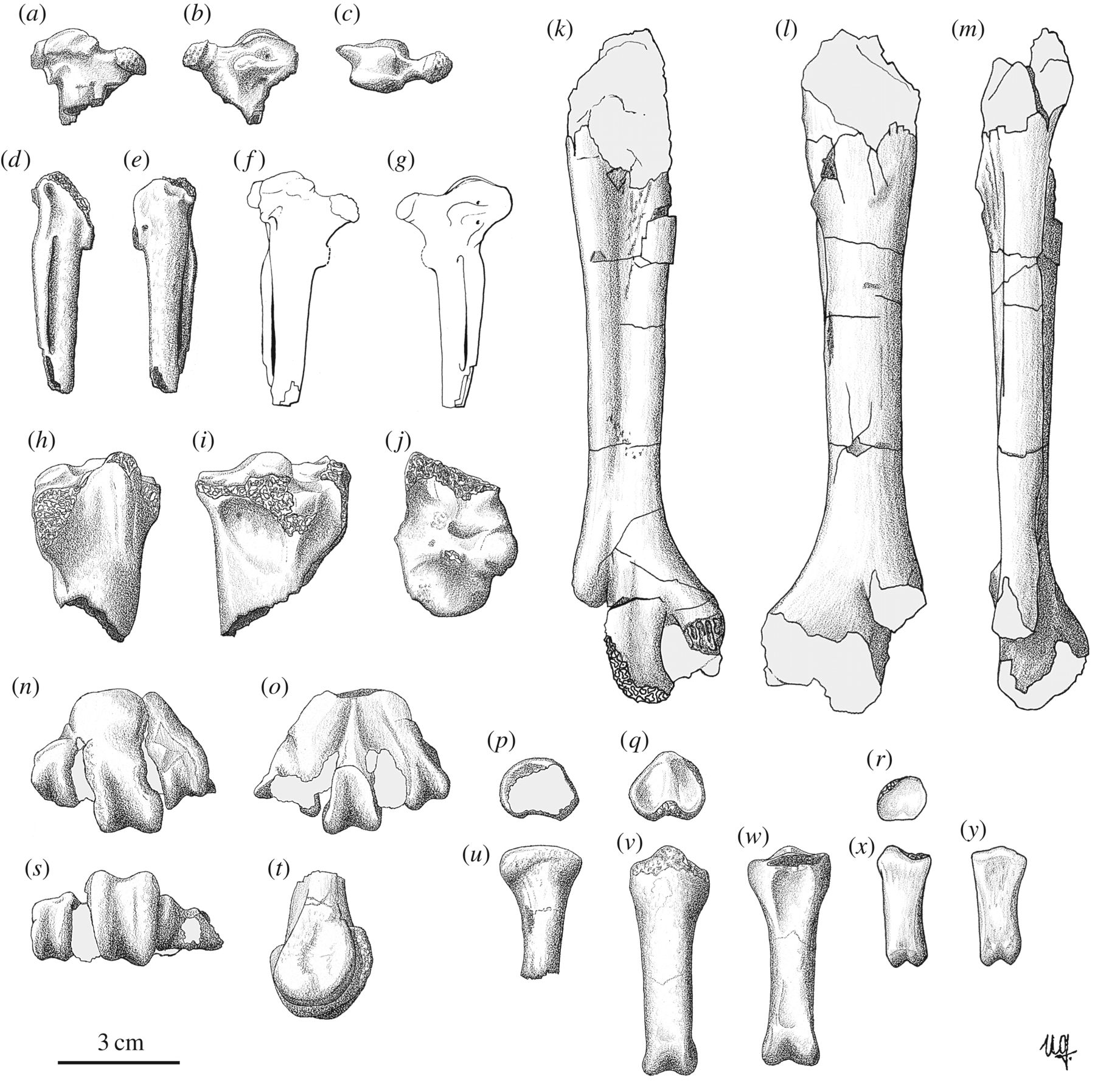
Knochen von Garganornis ballmanni

Aufgrund von morphologischen Merkmalen lässt sich Garganornis präzise in die Ordnung der Gänsevögel klassifizieren. Am Tibiotarsus ist der Condylus medialis tibiae zur Mitte gewinkelt und nach vorne hin verlängert, weiters führt der Strecksehnenkanal mittig über die Fossa intercondylaris. In weiterer Folge kann innerhalb der Ordnung eine weitere Zuordnung zu den Entenvögeln aufgrund der speziellen Konfiguration des Carpometacarpus erfolgen. Hier ist der Processus extensorum parallel zur Trochlea carpalis verlaufend und nicht zum Boden hin ziehend, der Processus pisiformis ist breit und abgerundet, zusätzlich besteht eine runde Verknöcherung an der kaudalen Fovea carpalis.